# Stig Wenker
Stig Erik Wenker, född den 4 oktober 1931 i Linköping, död den 1 juli 2019 i Steninge distrikt, Hallands län, var en svensk jurist. Han var son till Arvid Wenker.
Wenker avlade juris kandidatexamen vid Lunds universitet 1958. Efter tingstjänstgöring 1958–1961 blev han fiskal i Göta hovrätt 1962, assessor där 1968 och hovrättsråd där 1975. Wenker var sakkunnig i Jordbruksdepartementet 1968–1975. Han blev avdelningschef vid Statens jordbruksnämnd 1977 och ställföreträdare för generaldirektören där 1981. Wenker var lagman i Värnamo tingsrätt 1981–1998. Han vilar på Steninge kyrkogård.